# لوکا توریلی
لوکا توریلی (به ایتالیایی: Luca Turilli) (زادهٔ ۵ مارس ۱۹۷۲، تریسته، ایتالیا) آهنگساز، ترانه‌سرا و نوازندهٔ گیتار و کیبرد ایتالیایی است. او یکی از بنیان‌گذاران گروه سمفونیک پاور متال راپسودی آو فایر است که پس از جدایی از این گروه در اوت ۲۰۱۱، گروه لوکا توریلیز راپسودی را بنیان نهاد. توریلی همچنین در فاصلهٔ سال‌های ۱۹۹۹ تا ۲۰۰۶ سه آلبوم سولو را تحت نام گروه لوکا توریلی و خوانندگی اولاف هایر و یک آلبوم سولو را زیر نام لوکا توریلیز دریم‌کوئست منتشر کرده‌است.

## زندگی‌نامه
لوکا توریلی در ۱۹۷۲ در تریستهٔ ایتالیا زاده شد. او تحت تأثیر پدرش به موسیقی کلاسیک علاقه‌مند گردید و نواختن پیانو و گیتار را فرا گرفت. در ۱۹۹۳ و پس از ملاقات با الکس استاروپولی، نوازندهٔ پیانو و کیبرد، گروهی به نام تاندرکراس را همراه با او بنیان گذاشت. این گروه اولین آلبوم دموی خود را با نام سرزمین جاودانگان در ۱۹۹۴ منتشر ساخت و در ۱۹۹۵ به راپسودی تغییر نام یافت. در ۱۹۹۷ نخستین آلبوم استودیویی گروه با نام داستان‌های افسانه‌ای منتشر شد و توریلی در مصاحبه‌هایی اعلام کرد که کارهای گروه تأثیرپذیرفته از آثار گروه‌های منووار، بلایند گاردین، هلووین و کریمسون گلوری است. در سال ۲۰۰۴ ششمین آلبوم استودیویی گروه با نام سمفونی سرزمین‌های طلسم‌شده ۲: راز تاریک انتشار یافت که در عین حال آخرین کار گروه تحت نام راپسودی بود. این گروه در سال ۲۰۰۶ به دلیل مسایل مربوط به کپی‌رایت مجبور به تغییر نام خود به راپسودی آو فایر شد. پس از این تغییر نام سه آلبوم استودیویی دیگر نیز با حضور لوکا توریلی به عنوان ترانه‌نویس، آهنگساز (همراه با الکس استاروپولی) و نوازندهٔ اصلی گیتار ضبط شد و پس از انتشار آلبوم از آشوب تا جاودانگی در سال ۲۰۱۱، جدایی لوکا توریلی همراه با دو تن از دیگر اعضای گروه راپسودی آو فایر (پاتریس گر، نوازندهٔ گیتار بیس و دومینیک لورکین، نوازندهٔ گیتار) از گروه در اوت همان سال اعلام گردید. بر طبق توافق انجام گرفته بین توریلی و الکس استاروپولی، گروه تحت رهبری استاروپولی با نام راپسودی آو فایر به کار خود ادامه داده و توریلی گروه راپسودی دیگری را تشکیل می‌داد. فابیو لیونه، خوانندهٔ گروه و تام هس، نوازندهٔ گیتار با الکس استاروپولی ماندند و قرار شد تا الکس هولتزوارت، نوازندهٔ درام، در هر دو گروه به نوازندگی بپردازد.
توریلی گروه جدید خود را لوکا توریلیز راپسودی نام نهاد و نخستین آلبوم گروه با نام Ascending to Infinity به خوانندگی الساندرو کونتی در ژوئن ۲۰۱۲ منتشر شد. کار نواختن درام در این آلبوم را الکس هولتزوارت انجام داد اما با توجه به امکان بروز تداخل بین فعالیت‌های او در هر دو گروه، الکس لاندنبرگ به عنوان نوازندهٔ جدید درام به گروه لوکا توریلیز راپسودی پیوست.
گیتارهای لوکا توریلی با برند لوکا توریلی به‌طور اختصاصی توسط کریستوفر کاپلی، سازندهٔ ساز فرانسوی برای او ساخته می‌شود.

## آلبوم‌شناسی

### لوکا توریلیز راپسودی
- ۲۰۱۲ - Ascending to Infinity

### راپسودی آو فایر
- ۱۹۹۴ - Land of Immortals (دمو)
- ۱۹۹۵ - Eternal Glory (دمو)
- ۱۹۹۷ - Legendary Tales
- ۱۹۹۸ - Symphony of Enchanted Lands
- ۲۰۰۰ - Dawn of Victory
- ۲۰۰۱ - Rain of a Thousand Flames
- ۲۰۰۲ - Power of the Dragonflame
- ۲۰۰۴ - The Dark Secret (EP)
- ۲۰۰۴ - Symphony of Enchanted Lands II – The Dark Secret
- ۲۰۰۵ - The Magic of the Wizard's Dream (تک‌آهنگ)
- ۲۰۰۶ Live in Canada 2005: The Dark Secret (آلبوم زنده)
- ۲۰۰۶ - Triumph or Agony
- ۲۰۱۰ - The Frozen Tears of Angels
- ۲۰۱۰ - The Cold Embrace of Fear – A Dark Romantic Symphony (EP)
- ۲۰۱۱ - From Chaos to Eternity

### لوکا توریلیز دریم‌کوئست
- ۲۰۰۶ - Lost Horizons

### لوکا توریلی
- ۱۹۹۹ - King of the Nordic Twilight
- ۲۰۰۲ - Prophet of the Last Eclipse
- ۲۰۰۶ - The Infinite Wonders of Creation

### حضور به عنوان نوازنده مهمان
- گیتار سولوی ترک "Descent of the Archangel" از آلبوم اپیکای گروه کملوت